# Německo na Letních olympijských hrách 1952
Německo na Letních olympijských hrách v roce 1952 ve finských Helsinkách reprezentovala výprava 205 sportovců (173 mužů a 32 žen) v 18 sportech.

## Medailisté
| Medaile | Jméno                                                           | Sport                | Soutěž                              |
| ------- | --------------------------------------------------------------- | -------------------- | ----------------------------------- |
| Stříbro | Helga Klein Ursula Knab Marga Petersen Maria Sanderová          | Atletika             | Ženy štafeta 4 × 100 m              |
| Stříbro | Karl Storch                                                     | Atletika             | Muži vrh kladivem                   |
| Stříbro | Marianne Wernerová                                              | Atletika             | Ženy vrh koulí                      |
| Stříbro | Edgar Basel                                                     | Box                  | Muži váha muší do 51 kg             |
| Stříbro | Otto Rothe Klaus Wagner Willi Büsing                            | Jezdectví            | Jezdecká všestrannost - družstvo    |
| Stříbro | Alfred Schwarzmann                                              | Sportovní gymnastika | Muži hrazda                         |
| Stříbro | Heinz Manchen Helmut Heinhold Helmut Noll                       | Veslování            | Muži dvojka s kormidelníkem         |
| Bronz   | Heinz Ulzheimer                                                 | Atletika             | Muži běh na 800 m                   |
| Bronz   | Maria Sanderová                                                 | Atletika             | Ženy 80 m překážek                  |
| Bronz   | Herbert Schade                                                  | Atletika             | Muži běh na 5000 m                  |
| Bronz   | Günter Steines Hans Geister Heinz Ulzheimer Karl-Friedrich Haas | Atletika             | Muži štafeta 4 × 400 m              |
| Bronz   | Werner Lueg                                                     | Atletika             | Muži běh na 1500 m                  |
| Bronz   | Günther Heidemann                                               | Box                  | Muži váha lehká střední do 67 kg    |
| Bronz   | Michael Scheuer                                                 | Kanoistika           | Muži K-1 10000 m                    |
| Bronz   | Egon Drews Wilfried Soltau                                      | Kanoistika           | Muži C-2 1000 m                     |
| Bronz   | Egon Drews Wilfried Soltau                                      | Kanoistika           | Muži C-2 10000 m                    |
| Bronz   | Edi Ziegler                                                     | Cyklistika           | Muži silniční závod jednotlivců     |
| Bronz   | Werner Potzernheim                                              | Cyklistika           | Muži sprint                         |
| Bronz   | Günther Haase                                                   | Skoky do vody        | Muži věž 10 m                       |
| Bronz   | Heinz Pollay Ida von Nagel Fritz Thiedemann                     | Jezdectví            | Drezura - družstva                  |
| Bronz   | Fritz Thiedemann                                                | Jezdectví            | Parkurové skákání - jednotlivci     |
| Bronz   | Willi Büsing                                                    | Jezdectví            | Jezdecká všestrannost - jednotlivci |
| Bronz   | Theodor Thomsen Erich Natusch Georg Nowka                       | Jachting             | Třida Dragon                        |
| Bronz   | Herbert Klein                                                   | Plavání              | Muži 200 m prsa                     |